# Instituto Internacional de la Paz
El Instituto Internacional de la Paz (IPI por sus siglas en inglés, International Peace Institute, anteriormente la Academia Internacional de la Paz) es una institución independiente de investigación y desarrollo de políticas, sin ánimo de lucro y con sede en Nueva York (junto a la sede de las Naciones Unidas, con las que el IPI trabaja estrechamente). Además el Instituto tiene oficinas regionales en Europa (Viena, Austria) y Oriente Medio (Manama, Baréin).
No debe confundirse el Instituto Internacional de la Paz (IPI, International Peace Institute) con el Instituto Internacional para la Paz (IIP, International Institute for Peace), que es una ONG diferente.
El IPI se especializa en planteamientos multilaterales para la paz y la seguridad. Trabaja estrechamente con la Secretaría General de Naciones Unidas y sus países miembros. El objetivo fundamental del IPI es promover respuestas internacionales eficaces a los asuntos y crisis nuevos y emergentes, a través de investigación, análisis y desarrollo de políticas.

## Historia
El Instituto Internacional de la Paz se creó con el apoyo del Secretario general de la ONU U Thant en 1970, originalmente con el propósito de estudiar las labores de pacificación de la ONU y desarrollar doctrina de pacificación, con un fuerte respaldo financiero de Ruth Forbes Paine Young.
Su primer presidente fue el general Indar Jit Rikhye, un señalado comandante indio de las Fuerzas de paz de las Naciones Unidas (los "cascos azules") y un antiguo asesor militar del Secretario General de la ONU. Bajo su mandato, el IPI inició un programa innovador destinado a formar juntos a funcionarios civiles y militares en los retos de impedir el conflicto y construir la paz.
En 1990, bajo Olara Otunnu, un diplomático y político ugandés, el IPI se ramificó en las dimensiones políticas de guerra y paz. Durante este tiempo, el IPI se hizo conocido por sus estudios de caso de operaciones de campo de la ONU y por su análisis anticipatorio sobre las nuevas funciones de la ONU en la esfera de la seguridad. Otunnu también inició el programa del IPI para África, que actualmente es el que más tiempo lleva en vigor.
El siguiente presidente del IPI, en 1998, fue David M. Malone, un diplomático y académico canadiense. Malone introdujo más profundamente al IPI en los terrenos académico y de defensa de determinadas políticas. Se centró parcialmente en el trabajo del Consejo de Seguridad de la ONU. El IPI descubrió nuevos aspectos de la economía de guerra, de los vínculos entre las causas de los conflictos y su prevención, del nexo entre seguridad y desarrollo, y de nuevas formas de gobernanza internacional, como la administración transicional. Se volvió una fuente de expertos para los medios de comunicación, en los que Malone y sus colegas del IPI publicaron con frecuencia artículos de opinión y de análisis.
Desde 2005 el IPI ha sido dirigido por Terje Rød-Larsen, arquitecto principal de los Acuerdos de paz de Oslo (entre la Organización para la Liberación de Palestina, OLP, y el Gobierno de Israel), sociólogo y diplomático noruego que ha trabajado en la ONU como enviado sénior en Oriente Medio.
El IPI centra actualmente su trabajo en las crisis y la capacidad de respuesta de las instituciones internacionales, la reforma de la ONU, la pacificación y la construcción de Estados. Tiene programas regionales concretos en Oriente Medio, África y Asia. Rød-Larsen sirve simultáneamente como enviado especial del Secretario General de ONU para la aplicación de la Resolución 1559 (sobre el Líbano) del Consejo de Seguridad.

## Actividades

### General
Para conseguir sus objetivos, el IPI interacciona de varias formas con diplomáticos, dignatarios y académicos internacionales (especialmente de las Naciones Unidas). Realiza consultas directas con diplomáticos y altos cargos, lleva a cabo investigaciones, publica informes, acoge debates y presentaciones, y anima y facilita las actividades diplomáticas de otros.
El IPI ha acogido grupos de debate —particularmente de "alto nivel"— formados por diplomáticos, dignatarios y académicos internacionales (especialmente de las Naciones Unidas) para tratar asuntos importantes de la coyuntura internacional, particularmente los que afectaban directamente a la seguridad y la paz internacionales.

### Seminario de Viena
El Seminario de Viena sobre consecución y consolidación de la paz, del IPI, es un evento anual celebrado en la capital de Austria desde 1970. Originado en un pequeño grupo de especialistas en pacificación, con los años ha devenido una institución en sí mismo, volviéndose un foro ampliamente reconocido para el debate sobre temas de paz y seguridad en sentido amplio. Opera con apoyo adicional del Gobierno austriaco, el Ayuntamiento vienés y la Academia Diplomática de Viena. Este seminario incluye presentaciones por parte de importantes diplomáticos y altos cargos internacionales.

## Personal

### Directivos del IPI
Los actuales y anteriores incluyen a:
- Presidente de la mesa de directores: Rita Hauser., abogada  internacional, diplomática y filántropa, que fue embajadora de EE. UU. ante las Naciones Unidas durante la administración del Presidente Nixon, y posteriormente consejera de inteligencia de los presidentes George W. Bush y Barack Obama, así como miembro actual o anterior de otras organizaciones de asuntos internacionales prominentes.[10][11]
- Vicepresidente, tesorero y secretario: Mortimer Zuckerman, dueño y editor del diario New York Daily News y la revista U.S. News & World Report; presidente emérito de la empresa Boston Properties, Inc.; número 688 en la lista de la revista Forbes 2016 "billonarios del mundo", con una fortuna estimada en 2,5 millardos de dólares norteamericanos ($).[12]
- Presidente: Terje Rød-Larsen, ya descrito más arriba en la sección Historia.
- Vicepresidente sénior, director de estudios e historiador: Edward C. Luck, (asesor especial del Secretario General de la ONU), asesor informal del Secretario General de Naciones Unidas Ban Ki-moon.
- Vicepresidente de 2005 a 2007: Elizabeth Malory Cousens (posteriormente jefe de personal de la misión de Naciones Unidas en Nepal 2007-2008, y a continuación consejera de la representación permanente de los EE. UU. ante las Naciones Unidas).[13]
- Director sénior de investigación: Francesco Mancini.[14]
- Director de investigación (1998 a 2000): Elizabeth Malory Cousens (luego vicepresidente del IPI  de 2005 a 2007).[13]

### Profesionales y asociados
El personal notable y asociados incluye a:
- John Hirsch, asesor sénior y antiguo embajador de EE. UU. en Sierra Leona[15]
- M. Youssef Mahmoud, asesor sénior[5]
- Abdulla Al-Hajjri, antiguo embajador de Yemen en EE. UU.[2]